# Casa Escolà a Tavascan
La Casa Escolà a Tavascan és una construcció al municipi de Lladorre (Pallars Sobirà) inclosa a l'Inventari del Patrimoni Arquitectònic de Catalunya.

## Descripció
A la façana de la casa Escolà, hi ha diversos blocs de pedra pissarrosa amb inscripcions gravades. Una en un bloc molt estret i allargat, toscament gravat i dins d'una cartela, on es distingeix un primera paraula de difícil lectura, es llegeix el nom de Bernat Escolà. Sobre la llinda de fusta de la porta, es troba una altra inscripció que formen diversos blocs. Al centre hi ha dos blocs rectangulars amb gravats il·legibles en els quals només es distingeix la paraula MAI, i a sota, amb un gravat més ben traçat, és visible una data: 26, que continua en una altra bloc amb MAI i l'any 1693; al últim bloc s'inscriu ANTONUS.